# Katarina Aleksejevna av Ryssland
Katarina Aleksejevna av Ryssland, född 27 november 1658, död 1 maj 1718, var en rysk storfurstinna, dotter till tsar Aleksej Michajlovitj och Maria Miloslavskaja och halvsyster till tsar Peter den store. 
Katarina Aleksejevna lät 1684 uppföra en katolsk kyrka i Donskoy klostret. 
Till skillnad från Peter den stores övriga halvsystrar sades hon vara den enda som inte förargade honom. Hon upprätthöll länge en god relation till tsar Peter genom att hålla sig borta från all politisk aktivitet, och närvarade 1703 tillsammans med Aleksej Petrovitj vid dopet av Katarina I av Ryssland. 
År 1716 arresterades hennes fogde, och i samband med detta misstänktes Katarina för deltagande i en politisk konspiration. Hon arresterades och sattes i häkte, där hon också avled.